# Pauleta (giocatore di calcio a 5)
Paulo César Vaz Mendes, meglio noto con lo pseudonimo Pauleta (São Domingos de Rana, 14 giugno 1994), è un giocatore di calcio a 5 portoghese.
Con la nazionale portoghese è stato campione del mondo nel 2021 e campione europeo nel 2022.

## Carriera
Laterale agile e rapido, Pauleta si mette in luce nel biennio trascorso al Fundão, convincendo lo Sporting Lisbona a investire su di lui. Nel 2021 viene incluso nella lista definitiva dei convocati della nazionale portoghese per la Coppa del Mondo, vinta proprio dalla selezione lusitana.

## Palmarès

### Club

#### Competizioni nazionali
- Campionato portoghese: 3
Sporting CP: 2020-21, 2021-22, 2022-23
- Coppa del Portogallo: 2
Sporting CP: 2019-20, 2020-21
- Supercoppa portoghese: 1
Sporting CP: 2019,
- Taça da Liga: 1
Sporting CP: 2020-21

#### Competizioni internazionali
- UEFA Champions League: 1
Sporting CP: 2020-21

### Nazionale
- Campionato mondiale: 1
Lituania 2021
- Campionato d'Europa: 1
Paesi Bassi 2022